# Moorland (Iowa)
Moorland es una ciudad ubicada en el condado de Webster en el estado estadounidense de Iowa. En el Censo de 2010 tenía una población de 169 habitantes y una densidad poblacional de 44,09 personas por km².

## Geografía
Moorland se encuentra ubicada en las coordenadas 42°26′29″N 94°17′44″O / 42.44139, -94.29556. Según la Oficina del Censo de los Estados Unidos, Moorland tiene una superficie total de 3.83 km², de la cual 3.83 km² corresponden a tierra firme y (0%) 0 km² es agua.

## Demografía
Según el censo de 2010, había 169 personas residiendo en Moorland. La densidad de población era de 44,09 hab./km². De los 169 habitantes, Moorland estaba compuesto por el 99.41% blancos, el 0% eran afroamericanos, el 0% eran amerindios, el 0% eran asiáticos, el 0% eran isleños del Pacífico, el 0% eran de otras razas y el 0.59% pertenecían a dos o más razas. Del total de la población el 1.78% eran hispanos o latinos de cualquier raza.